# Neobarroco

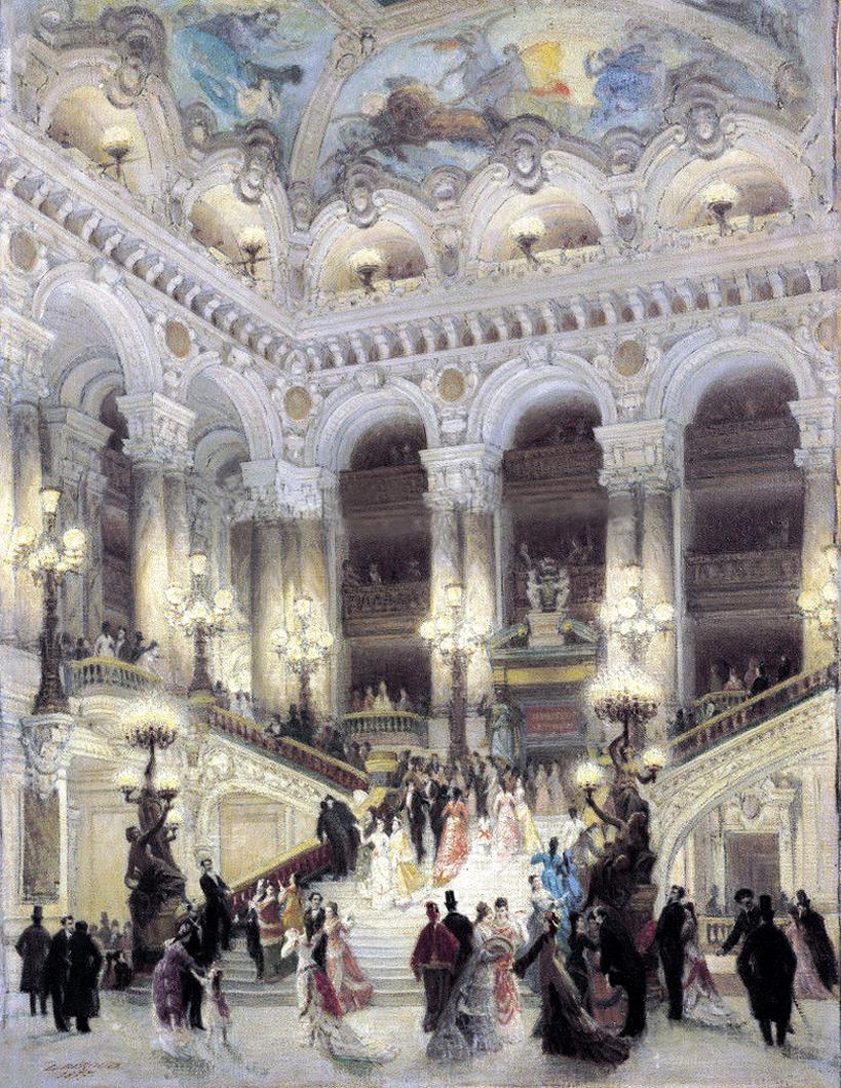
Ópera Garnier en París.

Neobarroco es la denominación de un estilo arquitectónico, escultórico, musical y literario, imitación del Barroco, que floreció en la segunda mitad del siglo XIX, como reacción a la frialdad académica imperante. París, así como otras grandes ciudades europeas tienen un aspecto neobarroco. El neobarroco tiene grandes puntos de contacto con el Romanticismo.
También se denomina neobarroco a una modalidad de la estética posmoderna, muy poco romanticista, típica de fines del siglo XX e inicios del presente siglo XXI; por tal motivo el presente artículo ha de desglosarse en ambos tan distintos neobarrocos. Lo que tienen en común ambos "estilos" tan distintos llamados neobarrocos (siendo por su parte el barroco según acertadamente lo han caracterizado -como también al tan opuesto Expresionismo- Jacob Burckhardt y luego Erwin Panofsky un  "no-estilo") es la recargazón, cierta lujuria,  la exuberancia y la desestructuración.

## Escultura
Al mismo tiempo que en la arquitectura, aparecen en la escultura tendencias neobarrocas. Como máximo representante del neobarroco podemos nombrar al escultor berlinés Reinhold Begas y el vienés Víctor Tilgner.

## Música
En música se designa como neobarroco una tendencia compositiva de principios del siglo XX, que retoma formas y estilos de la música barroca. Algunos representantes importantes son entre otros: Max Reger, Johann Nepomuk David, Paul Hindemith, Ernst Krenek y Henk van Lijnschooten entre otros integrantes de la Segunda Escuela de Viena.

## Arquitectura
La arquitectura neobarroca, también conocida en países anglosajones como revival barroco (del inglés: Baroque Revival) o en Francia estilo Segundo Imperio, fue uno de los estilos arquitectónicos historicistas tardíos de finales del siglo XIX, sobre todo a partir de 1880, que coexistió y sustituyó a la arquitectura neorrenacentista. Es una corriente principalmente europea, aunque luego se expandió y pueden verse ejemplos en todos los lugares del mundo, y que no siempre es fácil distinguir entre los muchos estilos academicistas, historicistas y eclécticas del cambio de siglo.
El término se utiliza para describir la arquitectura que recuperó algunas de las características de la arquitectura barroca, pero que no es propiamente del período barroco —siglos XVII y XVIII— y que no condujo a una recuperación completa, en el sentido revivalistico, del lenguaje de artistas como Gian Lorenzo Bernini, Francesco Borromini y Guarino Guarini.
La enseñanza de los elementos de la tradición arquitectónica barroca era una parte esencial del plan de estudios de la Ecole des beaux-arts de París, la escuela de arquitectura más preeminente en la segunda mitad del siglo XIX, y era parte integral de la arquitectura Beaux-Arts o academicista que se construyó tanto en Francia como en el extranjero. Esto es evidente en la Teatro dell'Opera de París, considerada la máxima expresión de esta corriente. Fue proyectado por Charles Garnier y construido entre 1861 y 1875, en el marco del gran plan urbanístico reformador gestionado por el barón Haussmann bajo el imperio de Napoleón III. El teatro, al referirse a la arquitectura del Renacimiento italiano, presenta un interior precioso, fuertemente articulado en sentido plástico (especialmente en el foyer principal), tanto que lleva a hacer emerger una volumetría compleja también en el perfil exterior. Por lo tanto, definir como neobarroco el teatro parisino es correcto sólo si el adjetivo se entiende como imponente, majestuoso y redundante, mientras que es impropio si se trata de la búsqueda de los elementos típicamente barrocos.
El sentido entusiasta del imperialismo europeo alentó a que fuera la arquitectura oficial que reflejara la grandeza de los imperios francés y británico, y a que en Alemania e Italia expresase el orgullo en el nuevo poder del Estado unificado. En Austria su uso también tuvo una connotación patriótica, ya que se relacionó supuestamente con el florecimiento cultural y expansión política de principios del siglo XVIII. En su fase tardía coexistió con el Jugendstil, en el cual influyó parcialmente. Dejaron obras neobarrocas en el ámbito británico los arquitectos Ferdinand Fellner (1847-1917), Hermann Helmer (1849-1919), Arthur Meinig (1853-1904) y sobre todo sir Edwin Lutyens. El barroco eduardiano es una variante local del neobarroco que fue usada en muchos edificios públicos construidos en el Imperio británico durante la época eduardiana (1901-1910). 
El estilo neobarroco se utilizó especialmente para el diseño de nuevos y grandiosos edificios oficiales, en general civiles, como palacios, edificios de gobierno y tribunales, así como los nuevos teatros, ya que el Barroco había contribuido al florecimiento de las artes escenográficas.
Son ejemplos significativos el Palacio de Justicia de Bruselas, construido y diseñado por Joseph Poelaert desde 1866 y descrito por los críticos como "la más pomposa y sobrecargada obra neobarroca del Ottocento".; la Teatro de la Ópera de Dresde (1878, con influencia neorrenacentista); el Bode-Museum de Berlín (terminado en 1904); el Ashton Memorial en Lancaster (1907-1909); y el Palacio de Christiansborg, en Copenhague (primera mitad del siglo XX).
En Italia, donde el estilo es parte de lo que se conoce como umbertino, se debe recordar el Palacio de Justicia en Roma (actual sede de la Corte Suprema de Casación), proyectado por Guglielmo Calderini alrededor de 1884, en el que confluyen algunas reminiscencias de la Ópera de Garnier. Otro ejemplo es la sede de la Universidad Federico II de Nápoles, obra de Pierpaolo Quaglia y Guglielmo Melisurgo (1897-1908).
En la actualidad, también hay algunos edificios posmodernos con un estilo que se podría llamar barroco, por ejemplo, la Casa Danzante en Praga por Vlado Milunic y Frank Gehry , que han descrito como "nuevo barroco".
- Edificios neobarrocos
- Fachada de la Palais Garnier (1875), Paris, ejercicio ecléctico presenta en este frente un estilo claramente barroco
- Catedral de Salta (1858-1882), ejemplo de neobarroco decimonónico argentino.
- Iglesia Saint-Jean-de-Kenty (1893-1898) de Chicago
- Museo Bode (1897-1904) de Berlin, en el extremo de la isla de los Museos
- Iglesia Saint-Fridolin de Mulhouse (Haut-Rhin, 1906).
- Iglesia Saint-Maurice (1913) de Freyming-Merlebach (Mosela)

## Neobarroco de fines desigloXXe inicios desigloXXI
Se atribuye a Severo Sarduy en su texto de 1972 llamado El barroco y el neobarroco, texto en el cual analiza la obra de José Lezama Lima, la primera mención y breve estudio del neobarroco de fines de siglo XX.

Omar Calabrese, entre otros, percibe un neobarroco posmoderno que se dio a partir de cierta desestructuración de paradigmas procedente de los descubrimientos científicos (por ejemplo las fractales) y del vertiginoso cambio sociopolítico acaecido a fines de siglo XX así como la gran acumulación de capital (como para permitir grandes dispendios en arquitectura y otras formas de opulencia etc.) en ciertos lugares del planeta en esas fechas. El neobarroco posmoderno se expresa en una estética de lo fluctuante y la desmesura y en el uso del caos ordenado, uno de los ejemplos más conspicuos de tal neobarroco es el Museo Guggenheim de Bilbao, también la arquitectura neobarroca posmoderna en muchas ocasiones se encuentra imbrincada con la llamada arquitectura deconstructiva o arquitectura deconstructivista.
Calabrese considera que el término posmodernismo es un tanto equivoco y muy genérico; para el arte predominante de ese momento prefiere la palabra "neobarroco", como se ha señalado, el neobarroco de la posmodernidad se produjo por una interrelación de saberes científicos, estéticos etc, y un cambio de paradigmas morales que se refleja en la heterogeneidad formal. Encuentra el filósofo italiano una serie de rasgos y constantes que caracterizan al neobarroco posmoderno: límite y exceso, desorden y caos, ritmo  y repetición, inestabilidad y metamorfosis,  detalle y fragmento, nodo  y laberinto, complejidad y disolución, "más o menos" y "no se qué",  y distorsión y perversión. Tales rasgos son observados ya sea en las obras de arte más complejas de ese momento como en fenómenos aparentemente tan banales como el tatuaje o el piercing o, ciertos grafitis y tags recargados y con textos confusos .
El límite y exceso es la confrontación  con el clasicismo y el racionalismo, si el clasicismo se basa en la armonía, el límite, la mesura; el neobarroco se ha basado en el exceso y la discordancia diluyéndose la frontera entre el buen gusto y el mal gusto (por ejemplo lo Kitsch y lo camp son reivindicados). La pérdida del centro no es mal vista (como lo es para el reaccionario Hans Sedlmayr), y manifestaciones de la masificación aparentemente "contracultural" y de la "transgresión" son exaltadas (la estética del movimiento punk por ejemplo).
El desorden y el caos: se busca la posible belleza del caos pasando por alto los cánones basados en la geometría euclidiana; un ejemplo se puede encontrar en el hallazgo de Benoît B. Mandelbrot de las estructuras fractales, o en la estética surgida a partir de efectos psicodélicos e incluso del computer art.

El ritmo y la repetición: para observar estas características se puede partir de los estudios que a inicios del s. XX realizara Walter Benjamin cuando notaba la reproducción en serie del arte, o más recientemente la masiva difusión de teleseries y publicidades muy elaboradas; la persistencia de la repetición genera un gusto por descubrir variaciones sutiles y mínimas (esto se puede observar principalmente en la música).
Inestabilidad y metamorfosis: la expresión "formas informes" de René Thom es un ejemplo para una estética desestructurada como la del neobarroco.

Detalle y fragmento: detallar es de-tallar: hacer un corte en un todo para destacar la parte cortada, por contrapartida lo fragmentario permite encontrar la forma inconclusa, la obra abierta de un todo.
El nodo y el laberinto: Gilles Deleuze desarrolló el motivo del pliegue como uno de los factores de lo laberíntico (cfr: Deleuze: Leibniz y el barroco), por su parte la informática aporta el modelo de las redes y ha dado especial importancia al concepto físico de nodo como acceso a una laberíntica red. Aunque parezca muy distante de la informática, acaso ejemplos típicos de lo neobarroco en lo literario se encuentren en ciertas obras de Jorge Luis Borges (Las ruinas circulares, La biblioteca de Babel etc.) entre otros autores, al mismo tiempo se puede llegar a considerar una forma de neobarroco a los discursos y prosas postestructuralistas como los de Lacan.
Complejidad y disolución: nuevamente aquí los avances científicos de la segunda mitad del siglo XX aportaron modelos al arte y la estética en general, por ejemplo los descubrimientos de Ilya Prigogine de estados de equilibrio y desequilibrio en sistemas complejos en donde existe caos, fluctuación, turbulencia, entropía, disipación.
"Más o menos" y "no sé qué": Omar Calabrese considera que este es un rasgo del neobarroco posmo a partir de, por ejemplo, el principio de incertidumbre por un lado, y de la puesta en entredicho de la "verdad" (como por ejemplo lo hiciera Michel Foucault).
Distorsión y "perversión": a fines de siglo XX el orden racionalista parecía haber quedado obsoleto, con tal orden también el moral (por ejemplo aparece la llamada nueva moral sexual)  y, por reflejo, el estético; se inicia la creación de un orden diferente que parece una versión distorsionada (una "per-versión") de los discursos tradicionales, esto en arte da lugar a la heterogeneidad neobarroca de la posmodernidad.
Las obras de la artista plástica Lynda Benglis también muestran una escénica neobarroca, sus esculturas buscan representar el movimiento y el espacio de manera orgánica a través de los pliegues, nudos y filigranas de la estética barroca.